# 奧布利特基
50°38′37″N 29°3′4″E / 50.64361°N 29.05111°E
奧布利特基（烏克蘭語：Облітки）是烏克蘭北部的村莊，隸屬日托米爾州的日托米爾區。該村始建於十六世紀，面積1.5平方公里，海拔高度178米，2001年人口396，人口密度每平方公里264人。